# SN 1997cb
SN 1997cb – supernowa typu II odkryta 29 kwietnia 1997 roku w galaktyce A141755+5219. W momencie odkrycia miała maksymalną jasność 23,70m.